# Gokart

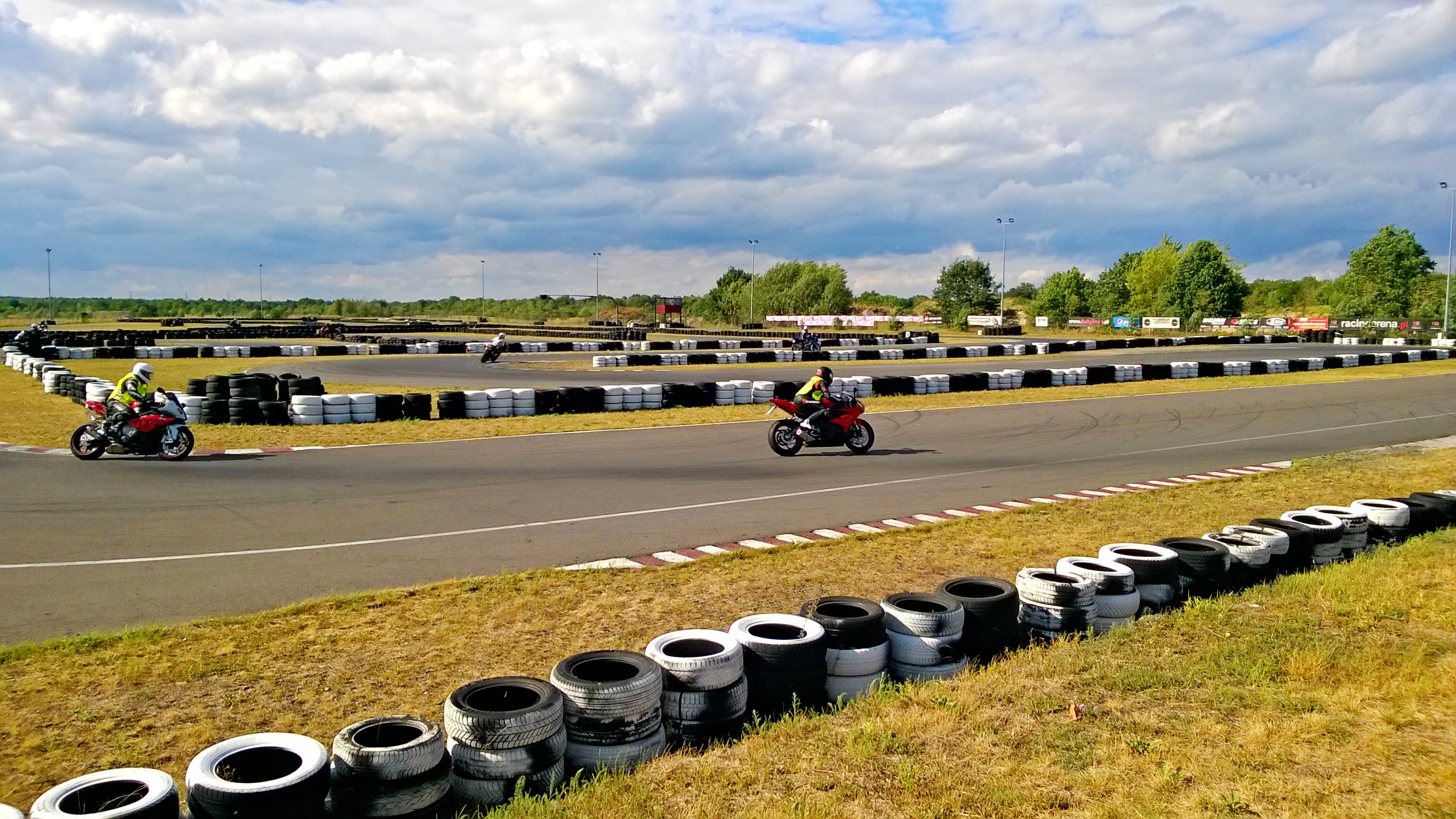
AWIX Racing Arena w Toruniu

Gokart (kart) – mały pojazd silnikowy, czterokołowy, służący głównie do wyścigów na torze kartingowym. Pozbawiony jest mechanizmu różnicowego, co sprawia, że koła napędowe również na zakręcie kręcą się z tą samą prędkością obrotową. Napęd przenoszony jest za pomocą przekładni łańcuchowej lub skrzyni biegów z kołami zębatymi na oś sztywną podpartą na dwóch lub trzech łożyskach kulkowych. Do kierowania kołami przednimi stosuje się drążki kierownicze i kolumnę z krzywką. W nowszych konstrukcjach stosowane są elementy nadwozia w postaci osłony-spojlera przedniego, będącego jednocześnie zderzakiem, osłony kolumny kierowniczej oraz osłon bocznych.
Ubiór zawodnika kartingowego musi się składać z butów sięgających za kostkę, kombinezonu z materiału odpornego na rozerwanie i homologowanego, rękawiczek gwarantujących odpowiednie trzymanie kierownicy oraz kasku z homologacją. Zawodnik zakłada również kamizelkę chroniącą żebra przed obiciami i złamaniami, ponieważ siła nacisku na żebra podczas zakrętu jest bardzo duża.
Silnik gokarta zazwyczaj ma pojemność 60–125 cm³, zawodowe gokarty osiągają prędkość do 190 km/h, a halowe w granicach 80 km/h. Maksymalna pojemność silnika gokartowego na zawodach nie przekracza 125 cm³. Karting najpopularniejszy jest we Włoszech. Z tego kraju pochodzi firma Tony Kart produkująca podwozia gokartów.
Nazwą gokart określany jest również pojazd trzy- lub czterokołowy napędzany siłą mięśni ludzkich.